# Shala Hāyk'
Shala Hāyk' är en sjö i Etiopien.   Den ligger i regionen Oromia, i den centrala delen av landet, 170 km söder om huvudstaden Addis Abeba. Shala Hāyk' ligger 1 557 meter över havet. Arean är 329 kvadratkilometer. Den sträcker sig 16,6 kilometer i nord-sydlig riktning, och 27,7 kilometer i öst-västlig riktning.